# Список дворянских родов Великого княжества Финляндского

Алфавитный список дворянских родов Великого княжества Финляндского

## Князья
- Меншиковы (Menschikoff)

## Графы
- Аминофф (Aminoff № 5)
- Армфельт (Armfelt № 4)
- Берг (Berg № 11)
- Де Геер (тиль Тервик) (De Geer till Tervik № 3)
- Закревские (Zakrewsky № 9)
- Крейц (Creutz № 1)
- Кронгельм (Кроньельм ав Хакунге) (Cronhjelm af Hakunge № 2)
- Кушелев-Безбородко (Kuscheleff-Besborodko № 10)
- Ластовин (Lastovin №_98)
- Маннергеймы (Mannerheim № 8)
- Стевен-Штейнгейль (Stewen-Steinheil № 7)
- ван Сухтелен (van Suchtelen № 6)

## Бароны
- фон-Альфтан (von Alfthan № 57)
- Аминофф (Aminoff № 25)
- Армфельт (Armfelt № 13)
- Бергенгейм (Bergenheim № 54)
- Бойе аф Геннес (Boije af Gennas № 20)
- фон Бонсдорф (von Bonsdorff № 49)
- фон Борн (von Born № 47)
- Брун (Bruun № 56)
- Валлен (Walleen 38)
- фон Виллебранд (von Willebrand № 23, 33, 60)
- Вреде (Wrede af Elima № 2)
- фон Гаартман (von Haartman № 35)
- фон Гауф (von Hauff № 42)
- Гизингер-Ягершельд (Hisinger-Jägerskiöld № 29)
- Гильденстольпе (Gyldenstolpe № 31)
- Грипенберг (Gripenberg № 48)
- Гиэрне (Hjarne № 34)
- Гиерта (Hjerta № 15)
- Саклеен, Заклеен (Sackleen № 41)
- Индрениус-Залевский (Indrenius-Zalewski № 51)
- Ирьйо-Коскинен (Yrjö-Koskinen № 62)
- Карпеланы (Carpelan № 19)
- ав Клеркер (af Klercker № 22)
- Клинковстрем (Klinckowstrom № 17)
- фон Кнорринг (von Knorring № 9)
- фон Котен (von Kothen № 16)
- Кронстедт (Cronstedt № 50)
- Лангеншельд (Langenskjold № 45)
- Либекер (Любеккер) (Lybecker № 5)
- Линдер аф Сварто (Linder af Svarta № 44)
- Маннергеймы (Mannerheim № 18)
- Меллин (Mellin № 4)
- Моландер (Molander № 58)
- Мунк (Munck № 21)
- Николаи (Nicolaij № 30)
- фон Нолькен (von Nolcken № 14)
- Пальмен (Palmen № 55)
- Рамзай (Ramsay № 40)
- Ребиндеры (Rehbinder № 3)
- Розенкампф (Rosenkampff № 27)
- Рокоссовские (Rokassowskij № 37)
- Роткирх (Роткирш) (Rotkirch № 32)
- Сильвергельм (Silfverhjelm № 7)
- Стандершельд (Standertskjold № 52)
- Стандершельд-Норденстам (Standertskjöld-Nordenstam № 46)
- Штакельберги, Стакельберг (Stackelberg № 10)
- Шернваль-Валлен (Stjernvall-Walleen № 38)
- Шернкранц (Стиернкранц) (Stjerncrantz № 8)
- ван-Сухтелен (van Suchtelen № 28)
- Тандефельт (Tandefelt № 26)
- фон-Тройль (von Troil № 24)
- Флеминги аф Либелиц (Fleming af Libelitz № 1)
- ав Форселлес (af Forselles № 53)
- Фридриксы (Freedericksz № 36)
- фон Фризендорф (von Friesendorff № 11)
- Цедеркрейц (Седеркрейц) (Cedercreutz № 6)
- Цедерстремы (Cederstrom № 12)
- Де ла Шапель (De la Chapelle № 39)
- ав Шультен (af Schulten № 43)

## Дворяне
| # А Б В Г Д Е Ё Ж З И К Л М Н О П Р С Т У Ф Х Ц Ч Ш Щ Э Ю Я |